# ロレートの聖母 (ペルジーノ)
『ロレートの聖母』（ロレートのせいぼ、伊: Madonna del Velo, 英: Madonna of Loreto）として知られる『聖母子と聖ヒエロニムス、聖フランシスコ』（せいぼしとせいヒエロニムス、せいフランシスコ、伊: Vergine col Bambino e i Santi Girolamo e Francesco, 英: The Virgin and Child with Saints Jerome and Francis）は、盛期ルネサンスのイタリアの巨匠ピエトロ・ペルジーノがおそらく1507年から1515年に制作した祭壇画である。油彩。本作品はペルージャのサンタ・マリア・デイ・セルヴィ教会（Chiesa di Santa Maria dei Servi）に建設された、大工の棟梁であるジョヴァンニ・ディ・マッテオ・ディ・ジョルジョ・スキャボーネ（Giovanni di Matteo Schiavone）を記念する礼拝堂の祭壇画として制作された。現在はロンドンのナショナル・ギャラリーに所蔵されている。

## 制作経緯

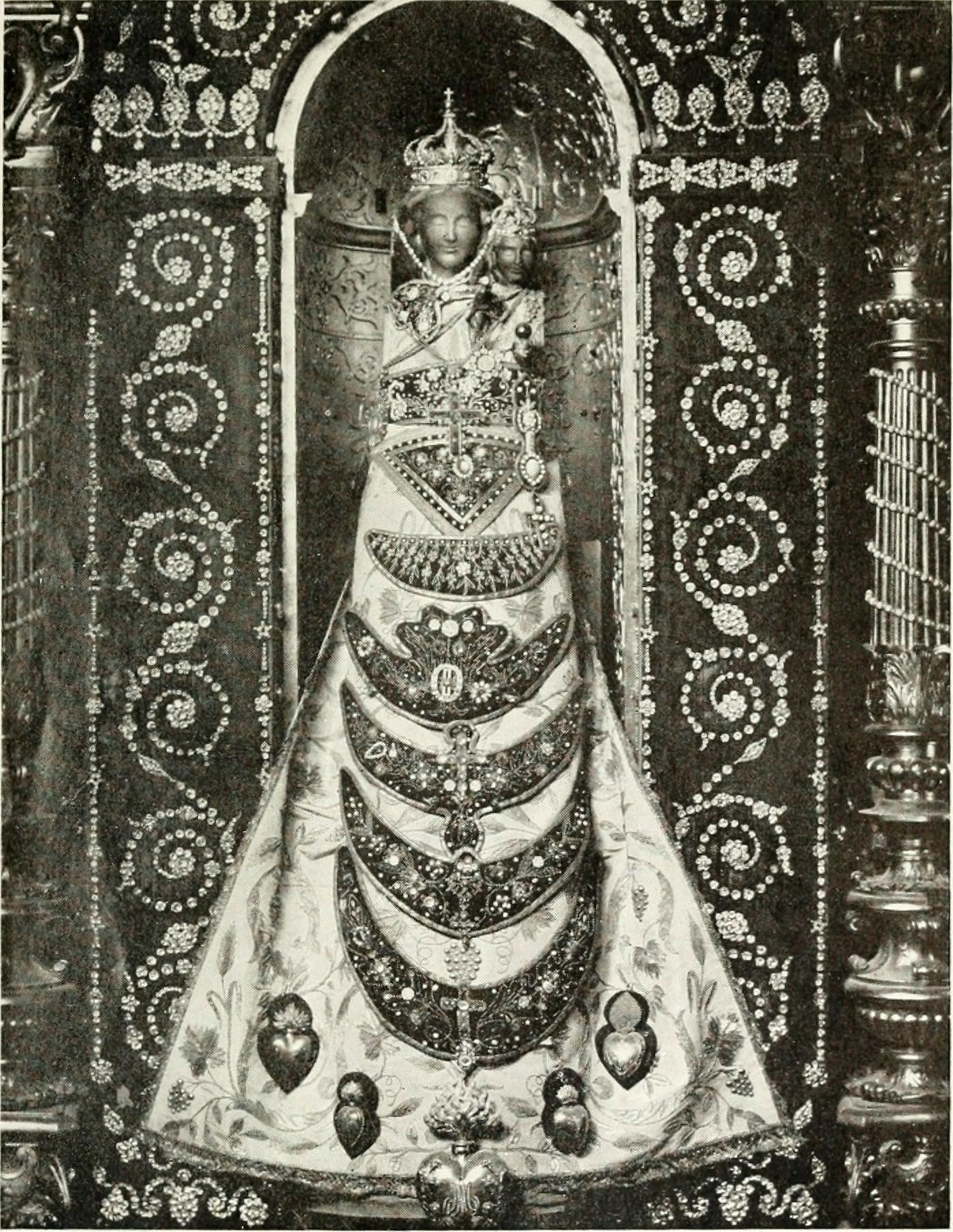
頭上に王冠を戴き、幼児キリストを抱いて立つ《ロレートの聖母》。1913年撮影。

ペルージャの大工ジョヴァンニ・スキャボーネは自身の礼拝堂に、聖ヒエロニムスとアッシジの聖フランシスコをともなう聖母子の壁画をペルジーノに描いてもらいたいと考えており、遺言書に自身の工房を売却して得られた利益を礼拝堂の足しにするよう明記した。しかし1507年にジョヴァンニ・スキャボーネが死去すると、遺言執行者は47フローリンで、ペルジーノに壁画ではなく祭壇画を発注した。現存する契約書は「枢機卿としての祝福された聖ヒエロニムスと、聖痕を持った聖フランシスコをともなう、ロレートのそれと同様に、息子とともに立っている栄光ある聖母」を描くことを明示している。「ロレートのそれ」とは、マルケ地方の町ロレートにあるサントゥアリオ・デッラ・サンタ・カーザ大聖堂の、黒い聖母として有名な《ロレートの聖母》を指す。納期は4ヶ月後に設定され、「最高級の色彩」と「金の装飾」を使用し、ペルジーノ自身が制作するよう明記されていた。

## 作品
ペルジーノは幼児キリストを抱いて立つ黒衣の聖母マリアを描いている。聖母マリアは両脇に聖ヒエロニムスとアッシジの聖フランシスコをともなっている。ジョヴァンニ・スキャボーネが指定した《ロレートの聖母》は、頭上に王冠を戴いた幼児キリストを抱いて立つ姿をしており、画面上部で2人の天使が聖母の頭上に王冠を置くために飛翔している。天使たちは空を漂うわずかな雲の上に片足を置いて、一方の手で王冠を持ち、もう一方の手に白い百合の花を持っている。聖ヒエロニムスは枢機卿の赤いローブを身にまとい、幼児キリストと視線を交わしている。アッシジの聖フランシスコは左手の聖痕から血を流している。
サントゥアリオ・デッラ・サンタ・カーザ大聖堂の《ロレートの聖母》は信仰の中心であり、周辺地域の教会はしばしば《ロレートの聖母》の複製を所有していた。これらの複製された聖母像は《ロレートの聖母》とわずかな違いがある場合があり、ペルジーノが描いた聖母はサンタ・マリア・デイ・セルヴィ教会近くの、サンタゴスティーノ教会（Church of Sant‘Agostino）の聖母像に似ていることが指摘されている。ペルジーノは同教会のために祭壇画を制作しているため、教会の聖母像をよく知っていたと思われる。天使の図像は、15世紀後半から人気があった聖母に捧げられた挿絵本の版画に由来している。
スキャボーネの遺言書は品質の高い作品を依頼するための様々な条件を指定していたが、低予算のため実現しなかった。ペルジーノが制作を助手に任せたことは、赤外線リフレクトグラフィーを用いた科学的調査によって明らかになっている。本作品の下絵は非常に単純で、塗装段階でほとんど変更が加えられていない。これは助手が師のデザインに隷従していたことを示唆している。また二天使のデザインは正確に左右対称であり、同一のデザインを反転して描いている。
キリストと聖ヒエロニムスの頭部などの一部や、柔らかな背後の風景はペルジーノが描いたと考えられるが、既存のデザインを再利用して迅速に制作した可能性がある。

## 来歴
完成した祭壇画はサンタ・マリア・デイ・セルヴィ教会の礼拝堂に設置されたが、1542年に同教会は取り壊されたため、祭壇画はサンタ・マリーア・ヌオーヴァ教会に移された。1821年、祭壇画はファブリツィオ・デッラ・ペンナ男爵（Baron Fabrizio della Penna）によって礼拝堂からペルージャのペンナ宮殿に移され、地元の画家ジュゼッペ・カラットリ（Giuseppe Carattoli）によって制作された複製と置き換えた。ナショナル・ギャラリーが祭壇画を3200ポンドで購入したのは、半世紀以上を経た1879年のことである。サンタ・マリーア・ヌオーヴァ教会では現在も複製が設置されている。2010年、ヴィクトリア・アンド・アルバート博物館に長期貸与された。

## プレデッラ
プレデッラは現在失われている。ウンブリア国立絵画館に所蔵されている3点の板絵『受胎告知』（Annunciazione）、『キリスト降誕』（Natività）、『キリストの洗礼』（Battesimo）を本作品のプレデッラと見なす説がある。

## ギャラリー

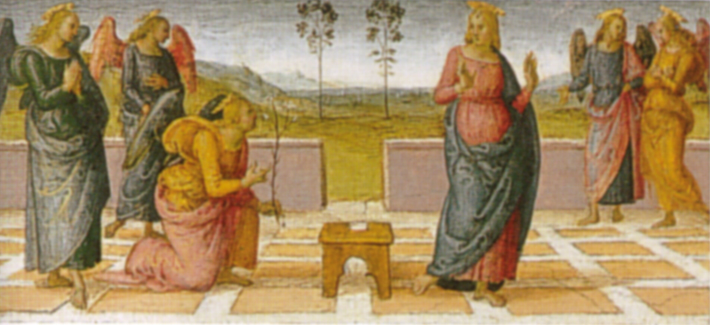
『受胎告知』1507年 ウンブリア国立絵画館（英語版）所蔵
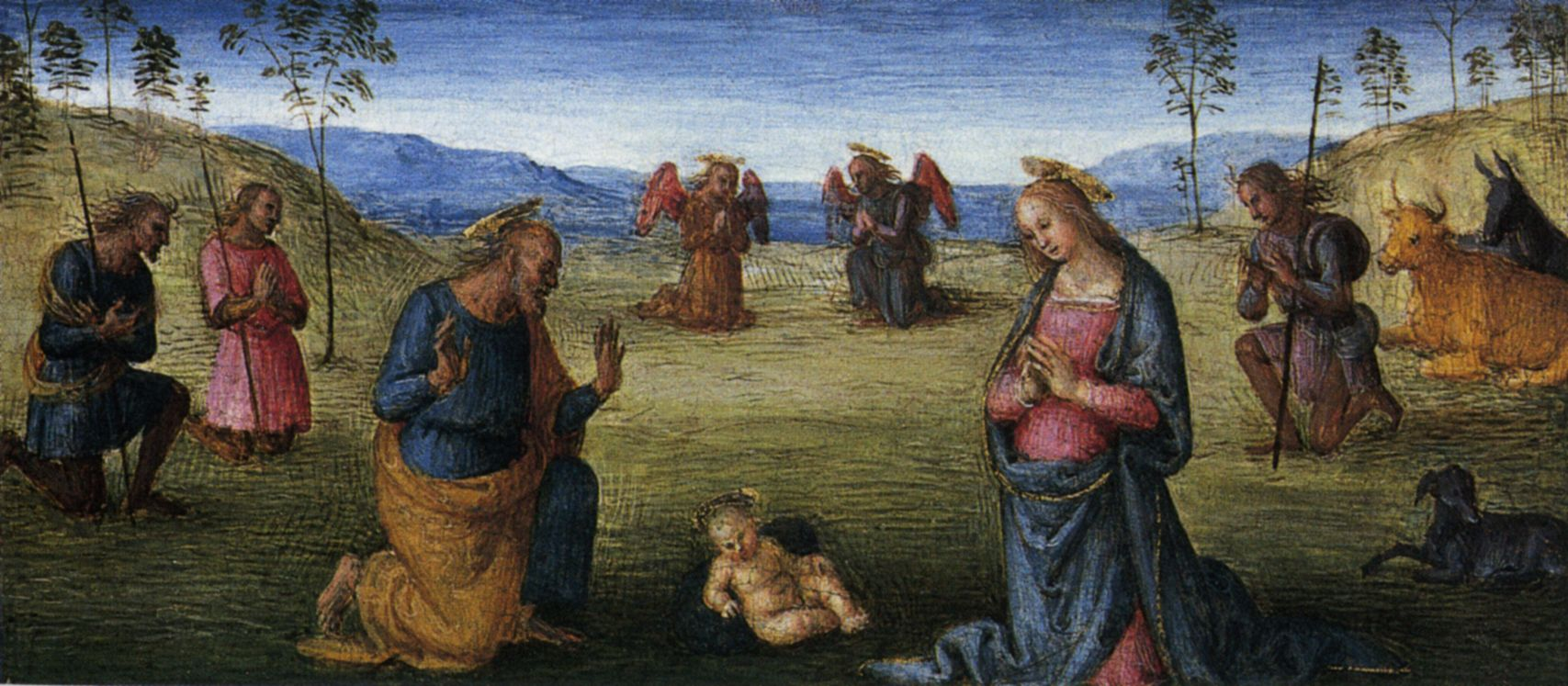
『キリスト降誕』1507年 ウンブリア国立絵画館所蔵
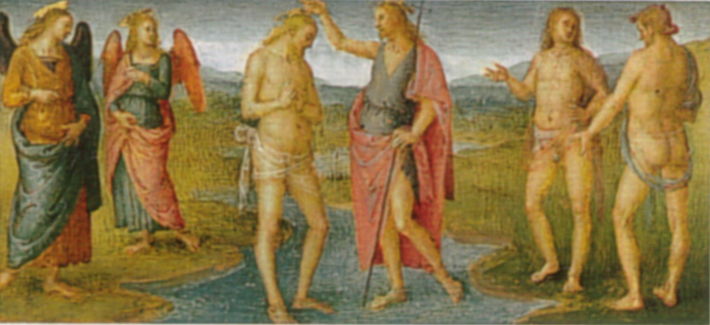
『キリストの洗礼』1507年 ウンブリア国立絵画館所蔵